# Ланцюговий міст (Київ)
Микола́ївський ланцюго́вий міст — перший капітальний міст через Дніпро у Києві, що існував у 1853—1920 роках.

## Опис
Міст споруджений за проєктом і під керівництвом британського інженера Чарльза Віньйоля. Будівництво мосту було розпочате 30 серпня (11 вересня) 1848 року після затвердження проєкту імператором Миколою I, на честь якого міст й отримав свою назву. Металеві конструкції моста було виготовлено в Бірмінгемі.
На п'яти облицьованих гранітом опорах-«биках» були споруджені портали у вигляді напівкруглих арок з баштами в стилі англійської готики. На опори помістили спеціальні короби, через які провели ланцюги з залізних ланок. Мостове полотно складалося з ґратчастих балок, які кріпилися до ланцюгів за допомогою залізних прутів. Фундаментом проміжних опор служив бетонний масив, закладений прямо на ґрунті в огородженій перемичками улоговині.
Міст завдовжки 776 м і завширшки 16 м був одним з найбільших архітектурних досягнень свого часу. Срібна модель мосту була виставлена у Лондоні на Всесвітній виставці 1851 року. Освячення моста збіглося з датою освячення пам'ятника князю Володимиру і відбулося 28 вересня (10 жовтня) 1853 року.
Для пропуску суден міст мав розвідну частину біля правого берегу, що приводилася в рух поворотним колом за допомогою лише чотирьох осіб. Вона діяла протягом не всієї навігації. Тодішні судна нормально проходили під Ланцюговим мостом, і лише навесні, коли рівень води істотно піднімався, доводилося вдаватися до проходу під розвідною секцією. Наприкінці XIX століття внаслідок обміління Дніпра в районі розвідної секції, а також її недостатньої ширини, що ставало на заваді розвитку річкового судноплавства, було прийняте рішення про реконструкцію моста. Серед інших розглядався проєкт російського інженера українського походження, професора Миколи Бєлелюбського, з реконструкції поворотної секції. Внаслідок проведеного в 1897 році конкурсу був прийнятий проєкт київського інженера Аполлона Лоського. У червні—жовтні 1898 року проведена реконструкція моста. Розвідну секцію замінили стаціонарною, надбудували арку над центральною опорою, полотно моста підняли до центру на 11 футів (3,4 м), а фарватер річки поглибили. На час закриття руху по мосту переправа через Дніпро здійснювалася за допомогою двох поромів.
Продовженням Миколаївського ланцюгового мосту були Русанівські мости через лівобережну заплаву і Русанівську протоку.
Біля початку мосту, з боку правого берега Дніпра, була збудована Каплиця святого Миколая — для паломників, що прибували до міста з боку лівого берега, це був перший храм на Київській землі.
17 (30) жовтня 1912 року по Ланцюговому мосту було започатковано рух бензотрамвая.
9 червня 1920 року за наказом генерала Е. Ридза-Сміглого міст був підірваний відступаючими польськими військами, відновити його за старим проєктом не вдалося.

## Після зруйнування
10 травня 1925 року був відкритий новий міст балкової конструкції (за проєктом Є. О. Патона) на опорах колишнього Ланцюгового мосту, що був названий на честь функціонерки окупаційного більшовицького уряду  Євгенії Бош.
19 вересня 1941 року міст був зруйнований остаточно, підірваний відступаючою Червоною армією. Після Другої світової війни не відновлювався.
Саме поблизу залишків мосту 10 листопада 1943 року 3-тя понтонно-мостова бригада навела і утримувала перший понтонний міст в межах Києва, який забезпечив переправу військ 1-го Українського фронту.
Опори моста збереглися до середини 1960-х років, деякий час використовувалися для лінії електропередачі, вони були підірвані під час будівництва моста Метро, який спорудили трохи вище за течією.
Навесні 2010 року, внаслідок тимчасового пониження рівня води над поверхнею Дніпра можна було побачити залишки трьох опор Ланцюгового мосту.
У 2019 році в рамках проєкту Шукай в Києві встановили мінікопію мосту на вулиці  Болсуновській.

## Ланцюговий міст і Шевченко
На світанку 14 серпня 1859 року диліжансом через Ланцюговий міст виїхав до Петербурга український поет Тарас Шевченко. Цією ж дорогою у травні 1861 року поет повернувся назад уже в домовині. По Ланцюговому мосту, випрягши коней з воза, його провезли студенти Університету святого Володимира і далі по набережній до церкви Різдва Христового на Подолі.

## Зображення

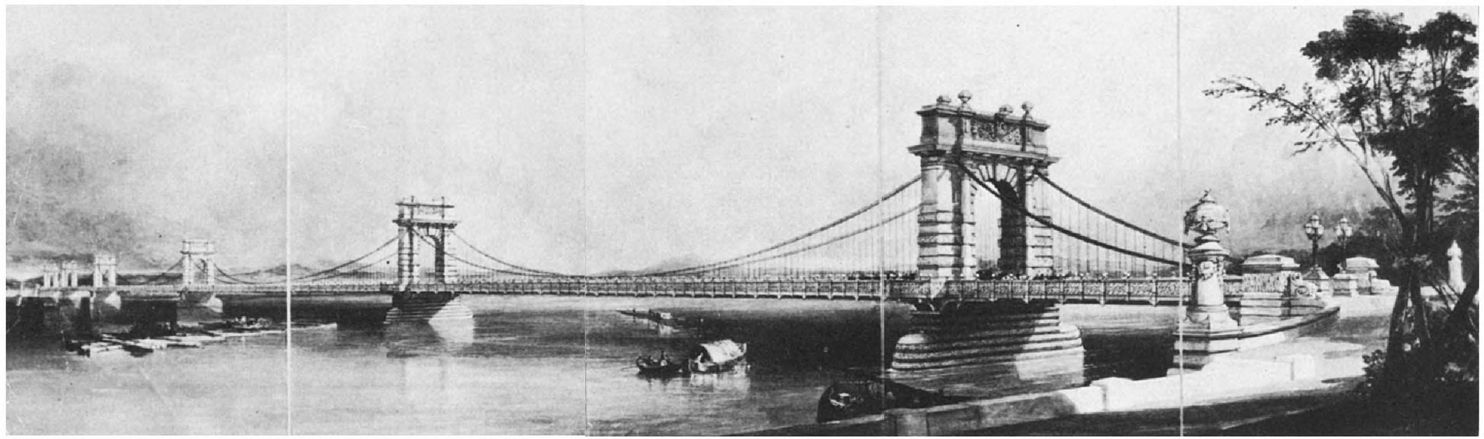
Ескіз мосту, автор Чарльз Блейкер Віньоль, виконав Джон Кук Борн, 1847

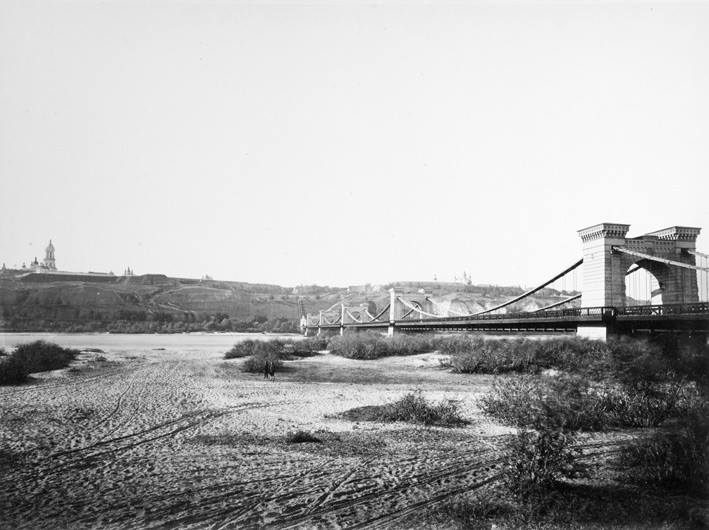
Франц де Мезер. Міст, 1860-ті
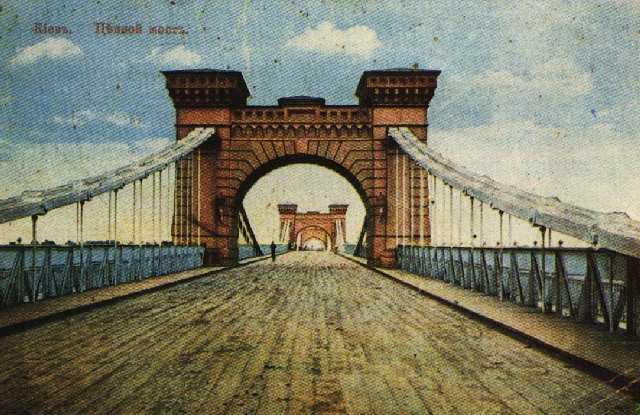
Ланцюговий міст в Києві, до 1898 року, поштова листівка
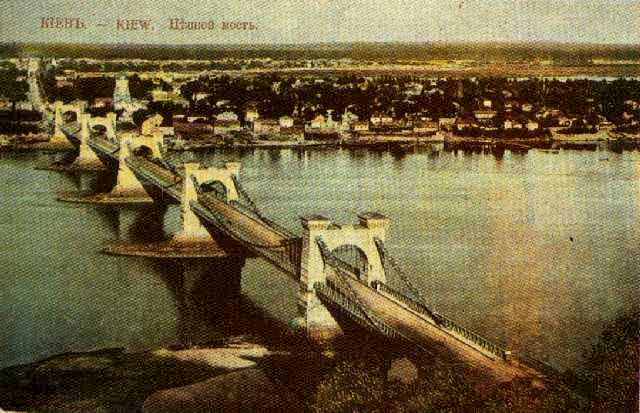
Ланцюговий міст в Києві, до 1898 року, поштова листівка
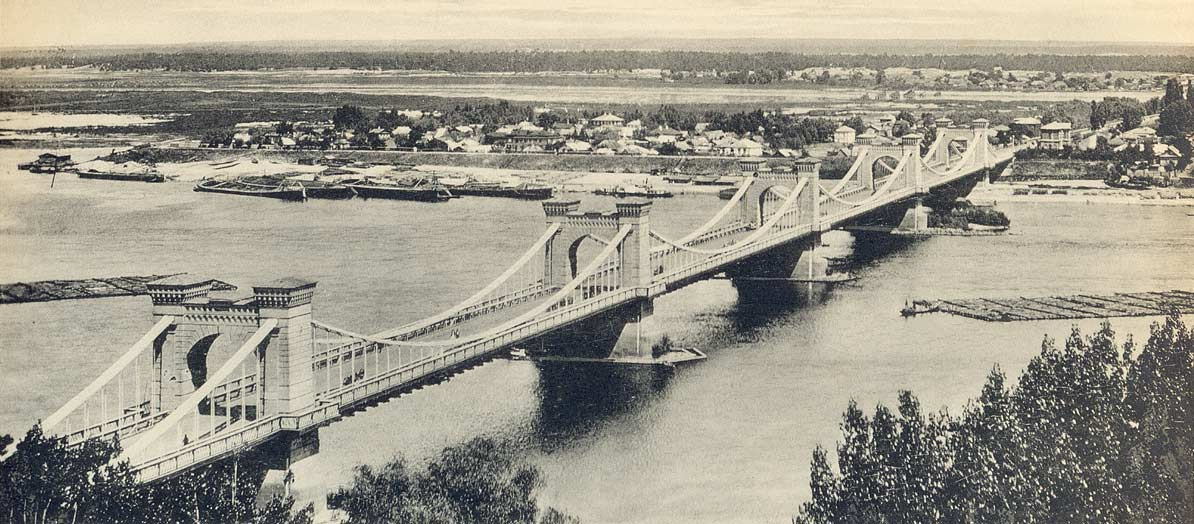
Ланцюговий міст в Києві, до 1898 року, поштова листівка
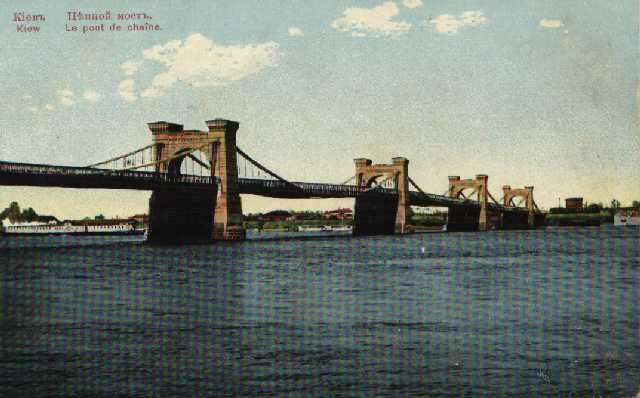
Ланцюговий міст в Києві, між 1898 і 1917 роками, поштова листівка
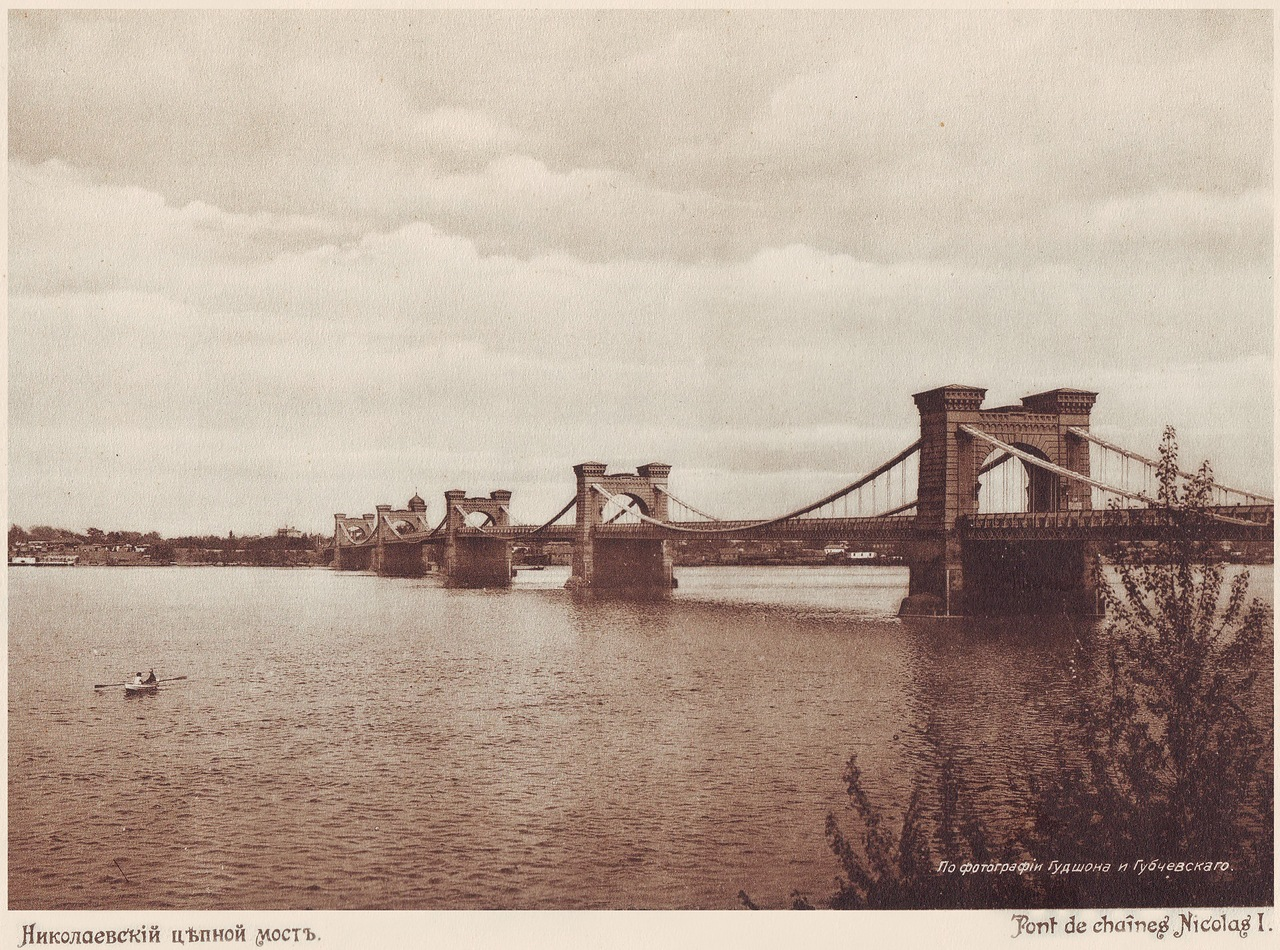
Ланцюговий міст, 1911 рік
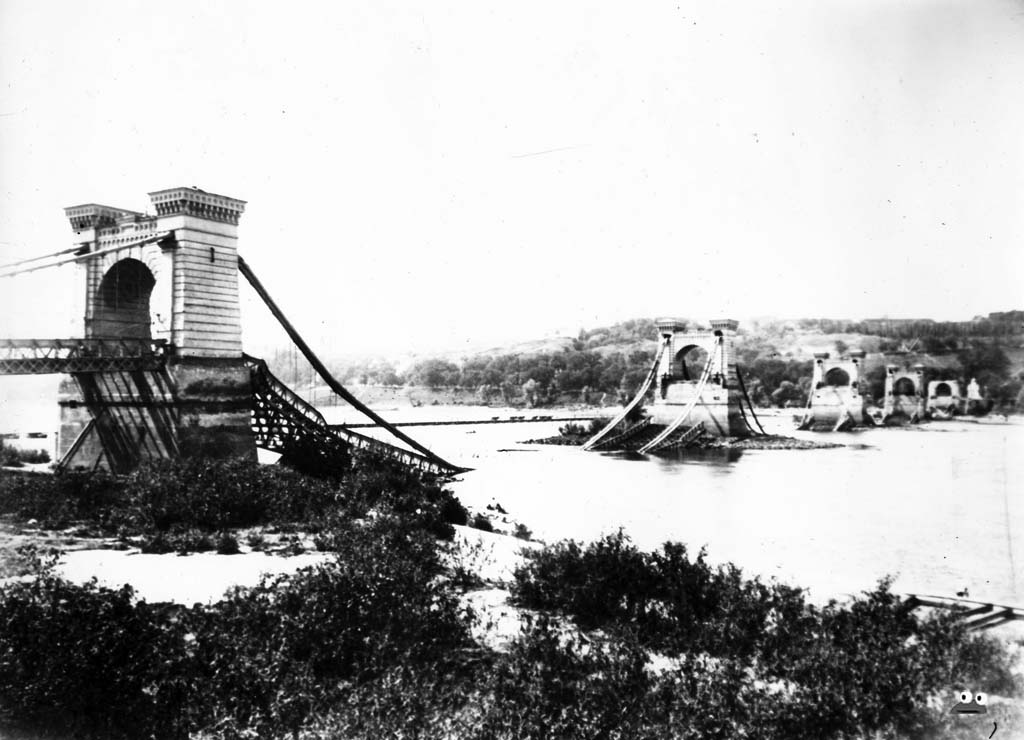
Зруйнований Ланцюговий міст в Києві, перша половина 1920-х років

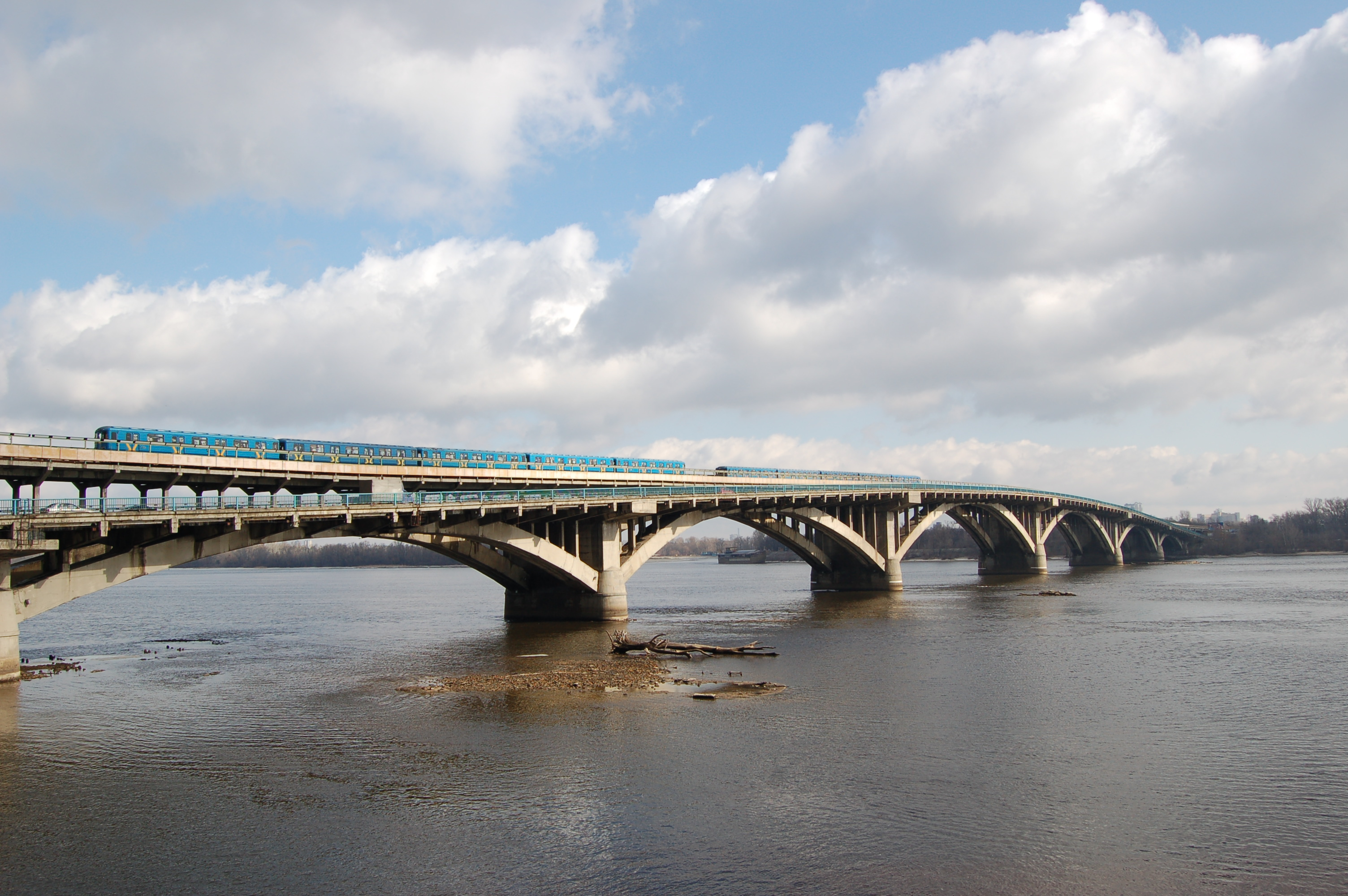
Залишки опор Ланцюгового моста біля моста Метро в Києві, березень 2010 року
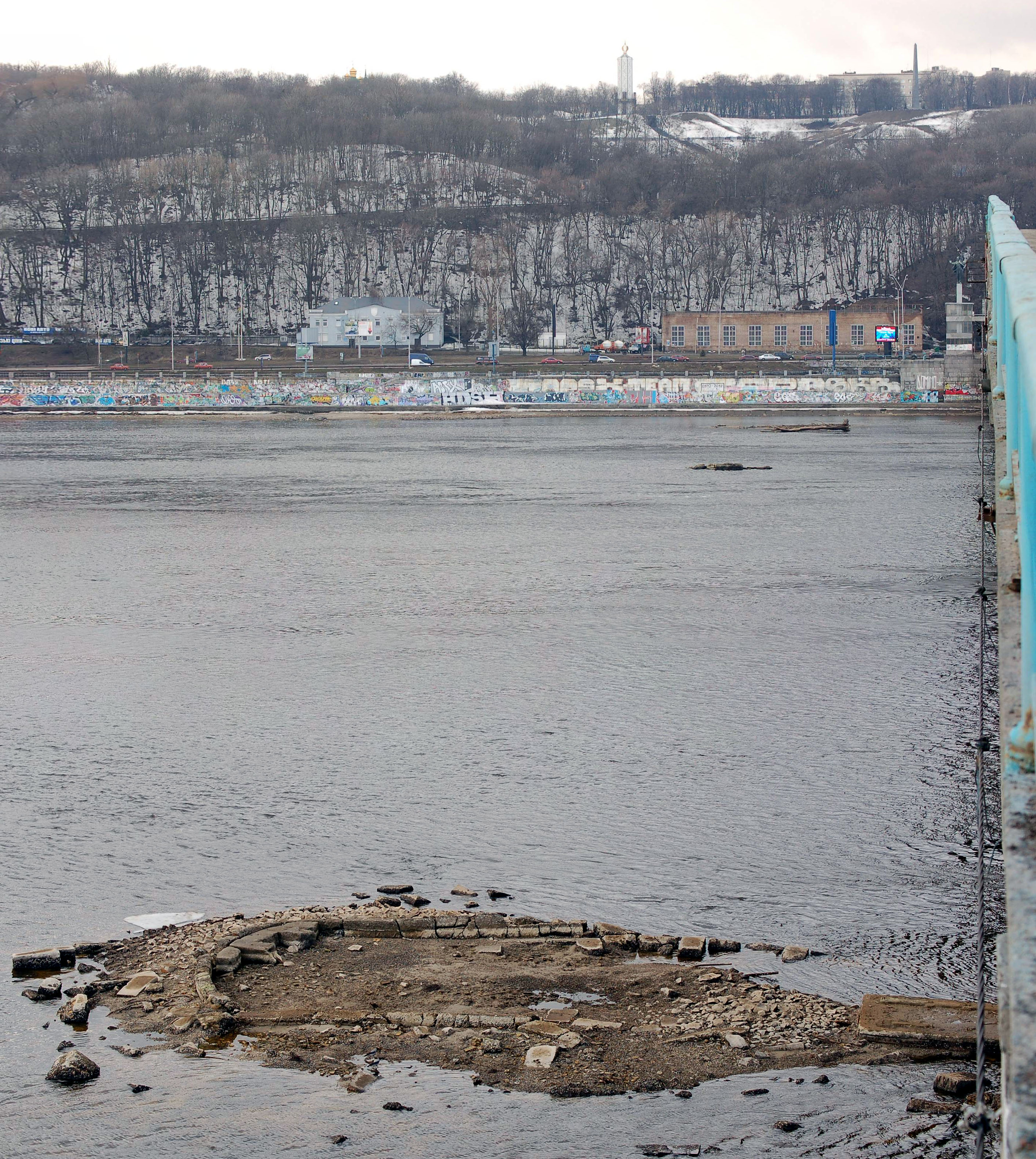
Залишки опор Ланцюгового моста біля моста Метро в Києві, березень 2010 року
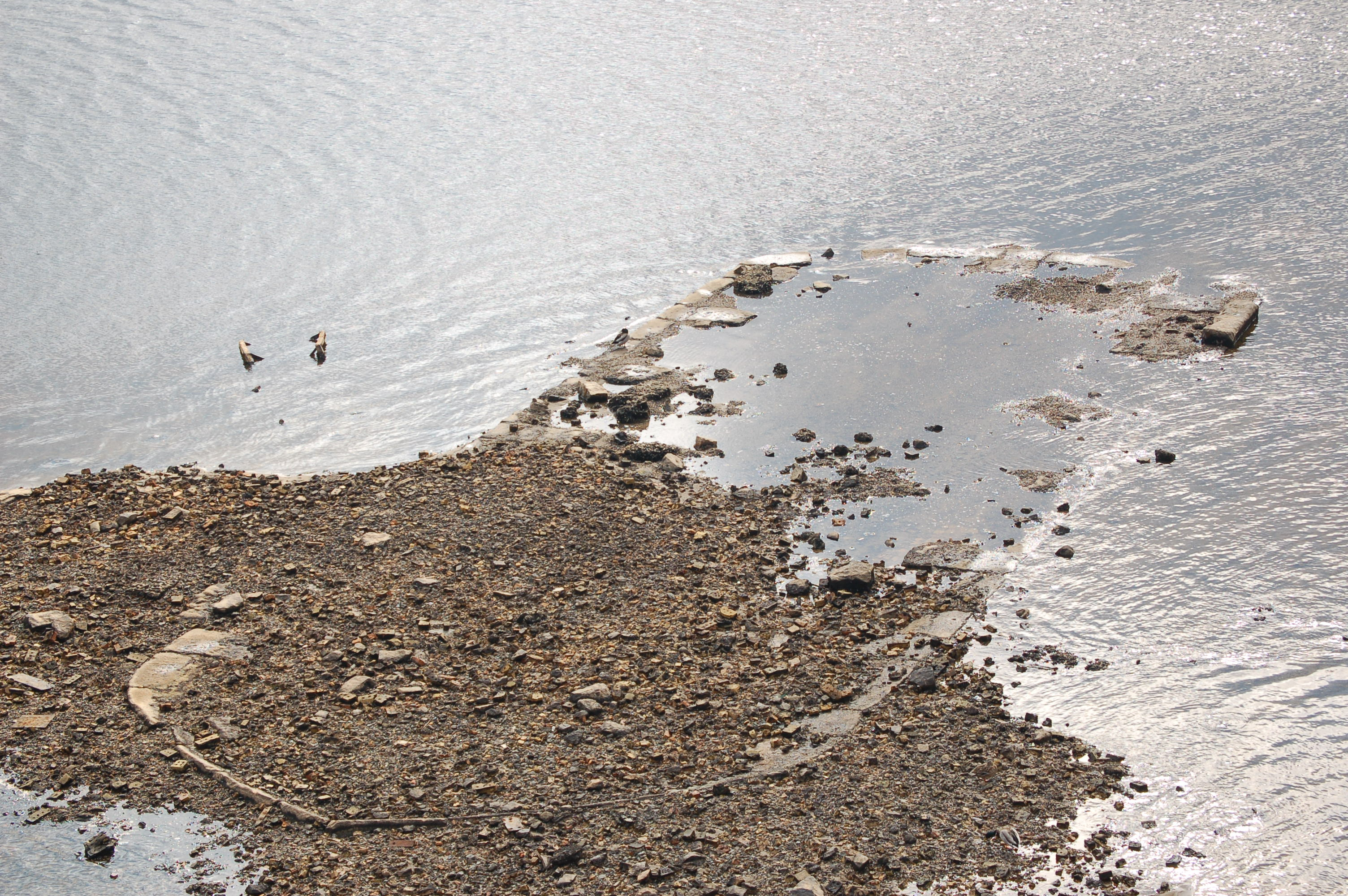
Залишки першої опори Ланцюгового моста біля моста Метро в Києві, березень 2010 року
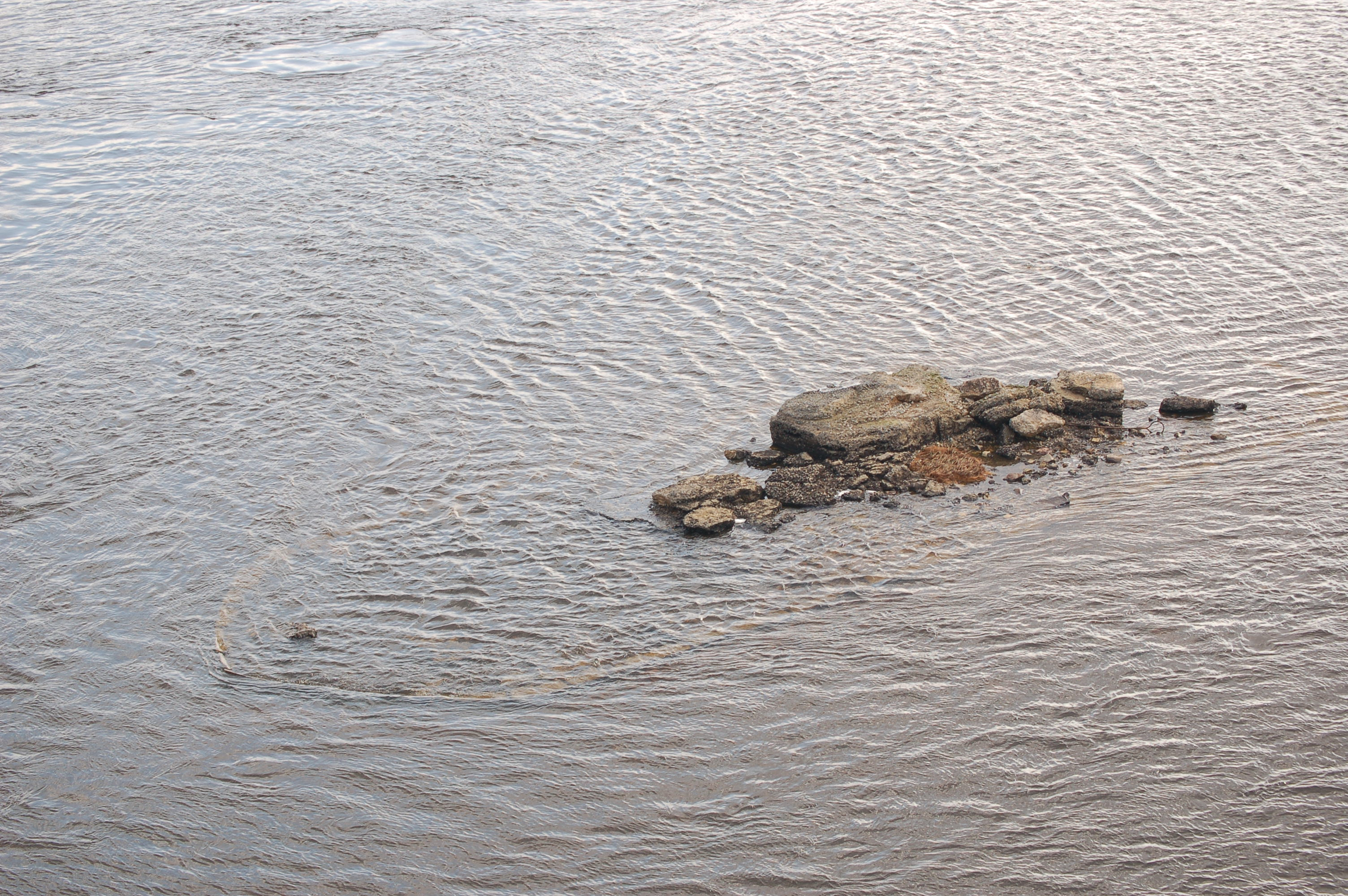
Залишки другої опори Ланцюгового моста біля моста Метро в Києві, березень 2010 року
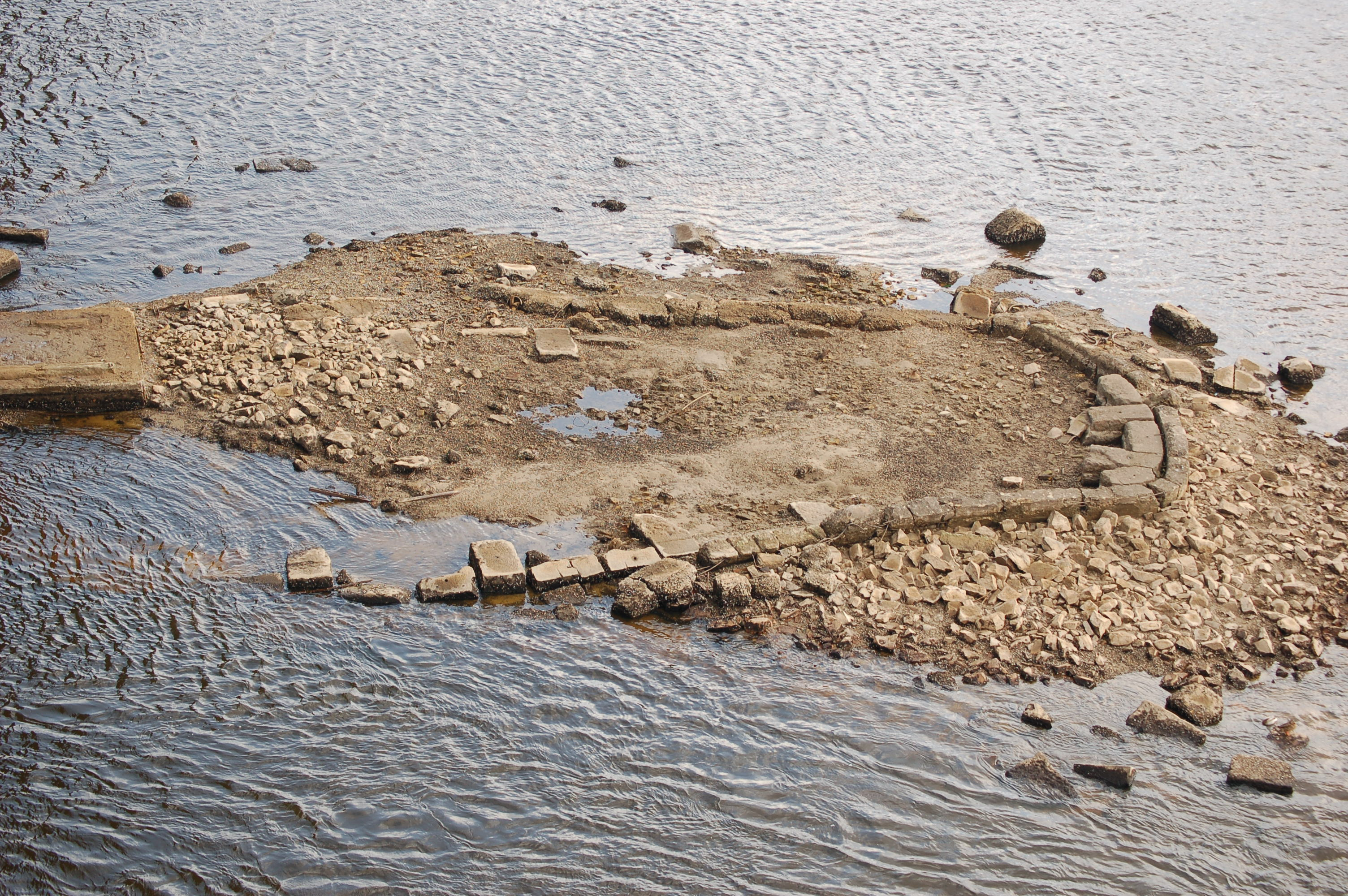
Залишки п'ятої опори Ланцюгового моста біля моста Метро в Києві, березень 2010 року